# Crepis praemorsa
La radicchiella siberiana (nome scientifico Crepis praemorsa (L.) Tausch, 1828) è una pianta angiosperma dicotiledone della famiglia delle Asteraceae.

## Etimologia
L'etimologia del nome generico (Crepis) non è molto chiara. In latino Crèpìs significa pantofola, sandalo e i frutti, di alcune specie di questo genere, sono strozzati nella parte mediana ricordando così (molto vagamente) questo tipo di calzare. Inoltre lo stesso vocabolo (krepis) nell'antica Grecia indicava il legno di Sandalo e anche una pianta non identificata descritta da Teofrasto. Non è chiaro quindi, perché Sébastien Vaillant (botanico francese, 1669 - 1722) abbia scelto proprio questo nome per indicare il genere della presente specie. L'epiteto specifico (praemorsa) deriva da due parole latine: "prae" (= molto) e "morsus" (= mordere), ma non si sa con quale riferimento alla pianta di questa voce.
Il binomio scientifico di questa pianta inizialmente era Hieracium praemorsum (basionimo), proposto dal botanico Carl von Linné (1707 – 1778) biologo e scrittore svedese, considerato il padre della moderna classificazione scientifica degli organismi viventi, nella pubblicazione "Species Plantarum - 2: 801" del 1753, modificato successivamente in quello attualmente accettato proposto dal botanico boemo Ignaz Friedrich Tausch  (1793-1848) nella pubblicazione "Flora; oder, (allgemeine) botanische Zeitung. Regensburg, Jena - 12(1, Ergänzungsbl.): 79. 1828" del 1828.
In alcune checklist il nome dell'Autore è Friedrich Ludwig Walther  (1759-1824) con la pubblicazione "Flora von Giessen und der umliegenden Gegend - 584. 1802" del 1802.

## Descrizione

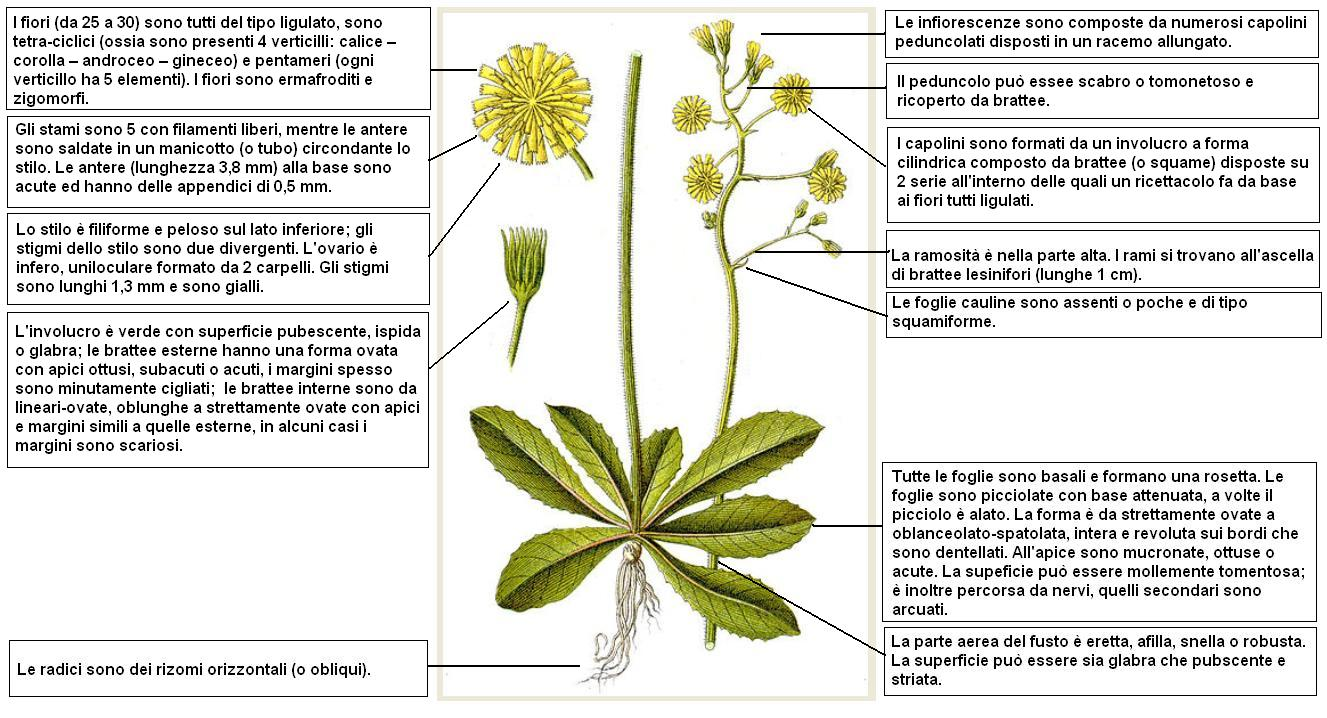
Descrizione delle parti della pianta

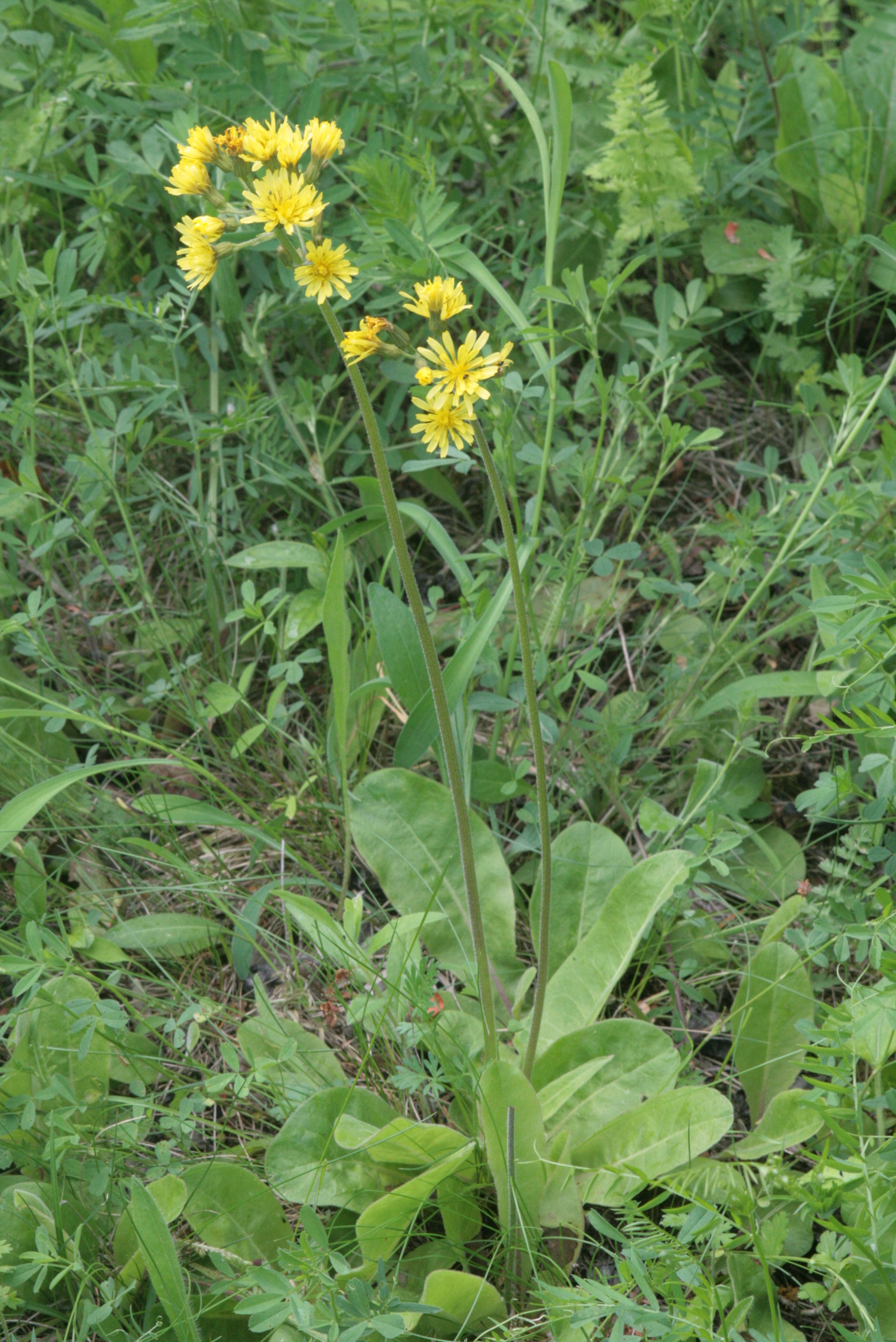
Portamento

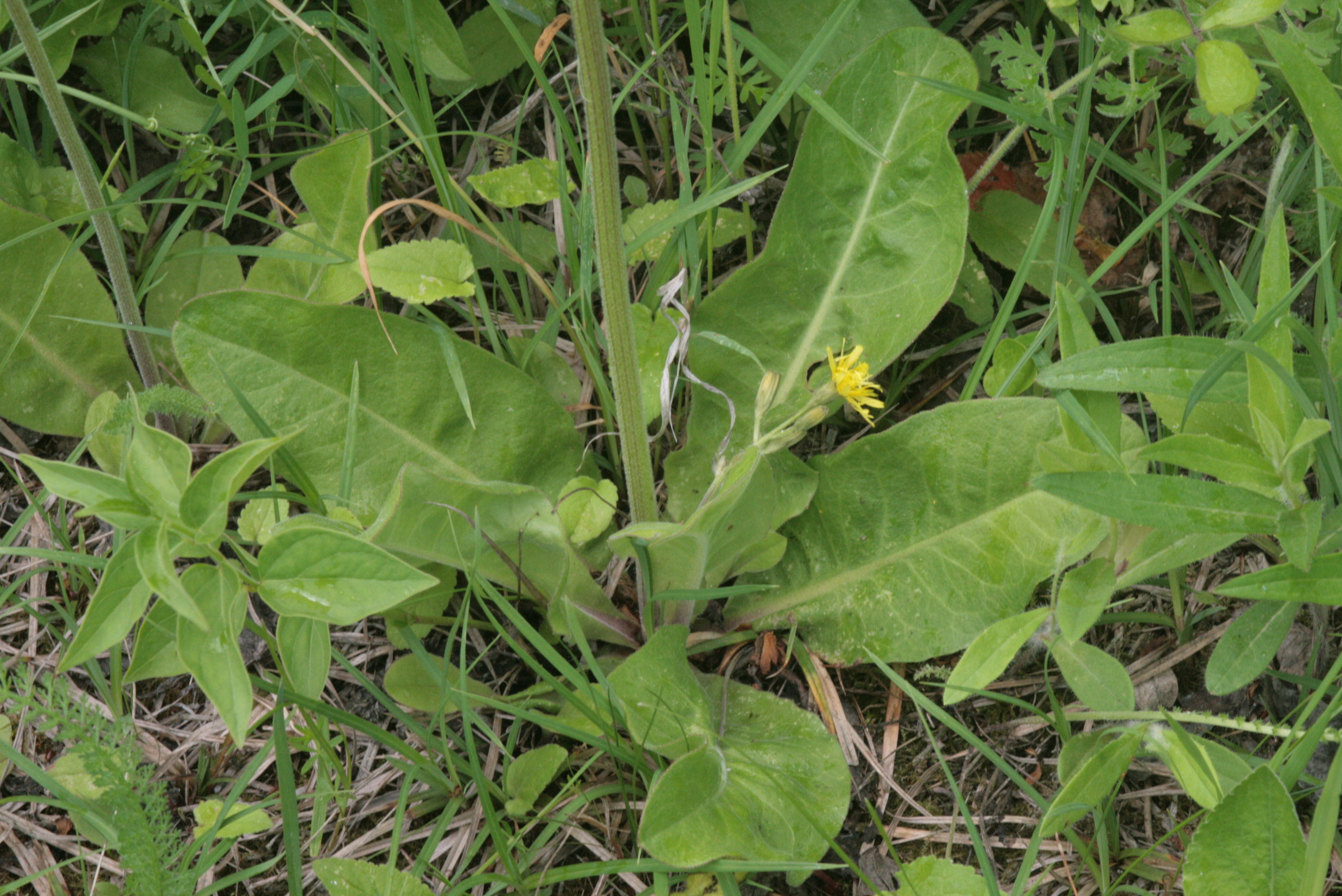
Rosetta basale

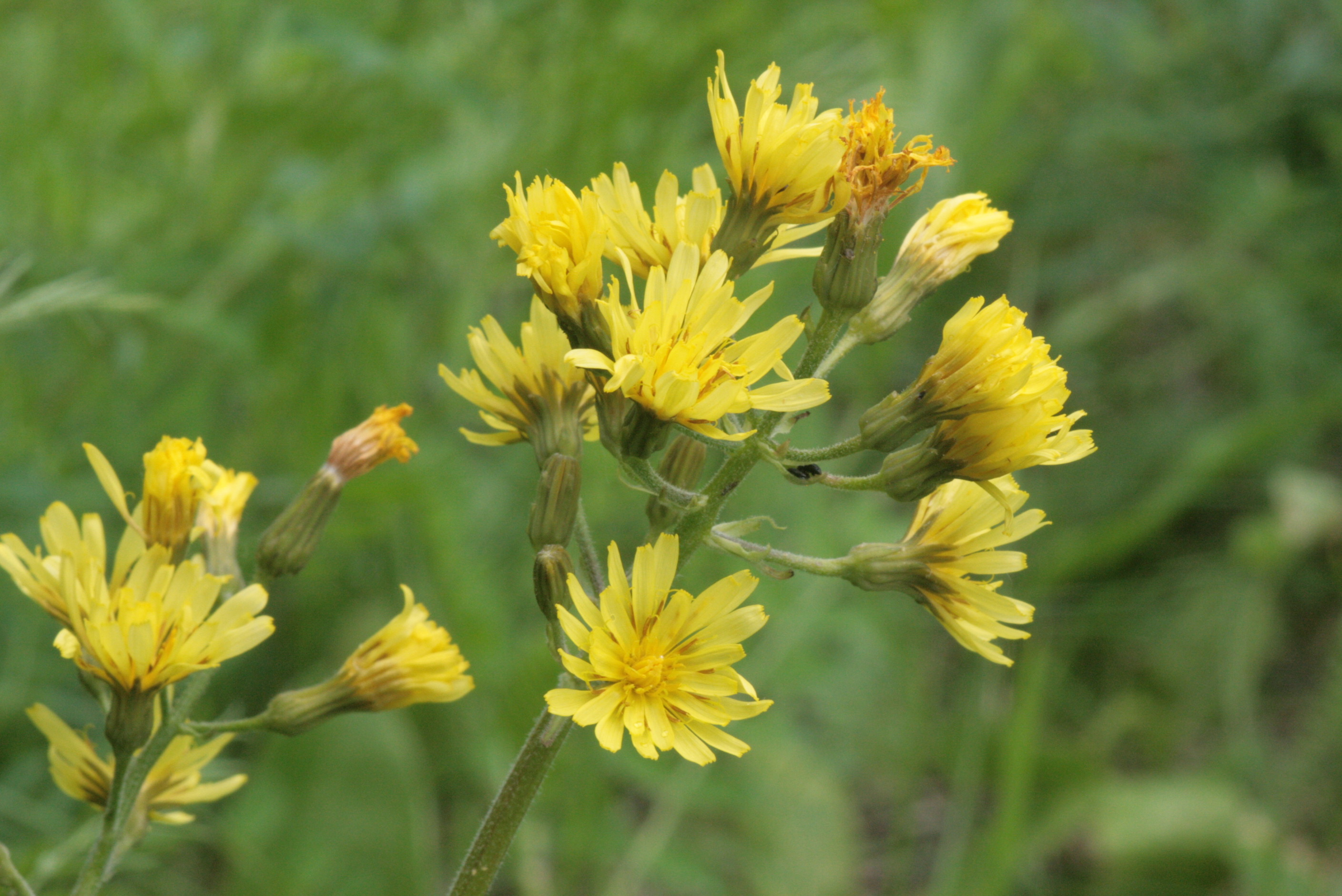
Sinfloresenza

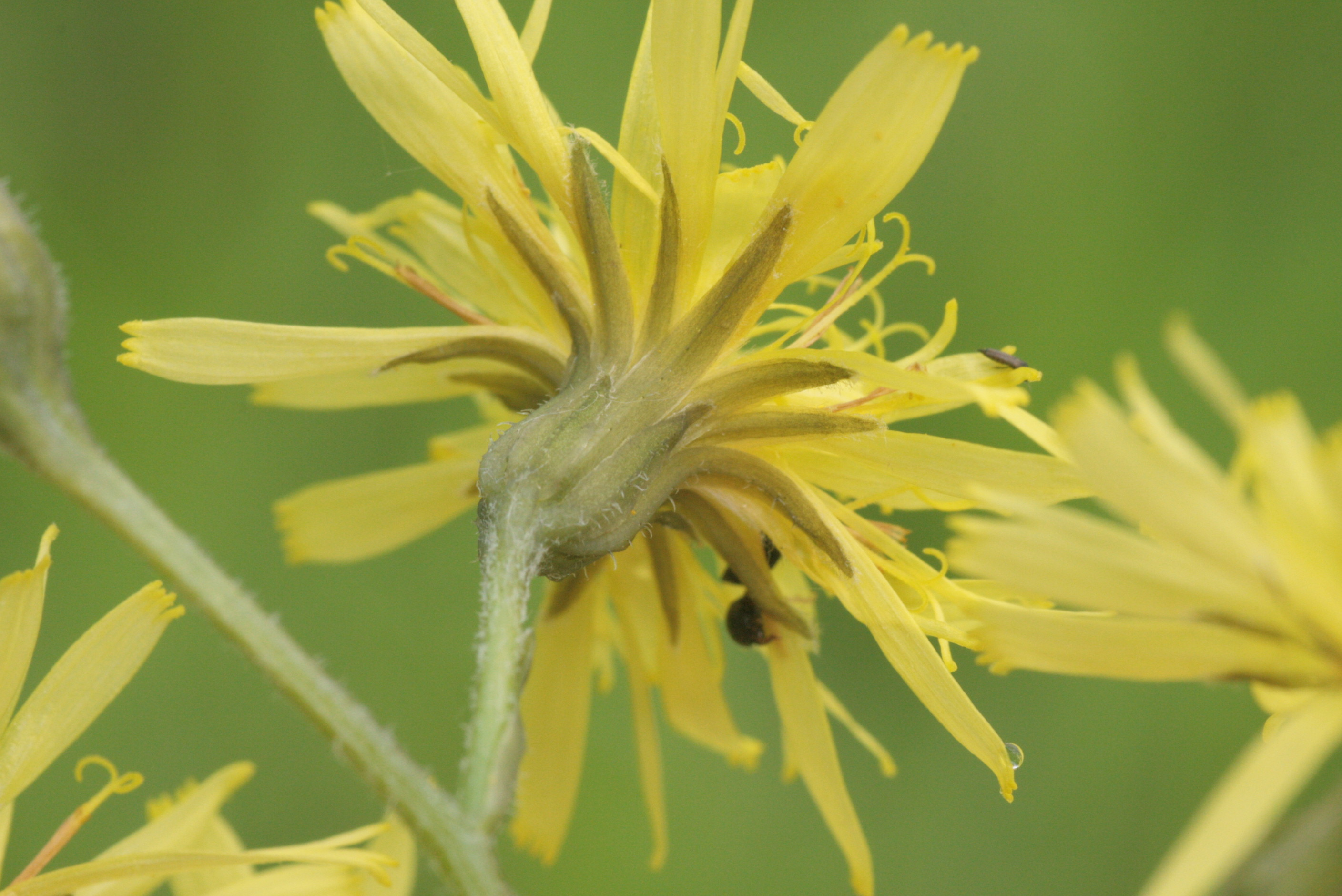
Capolino

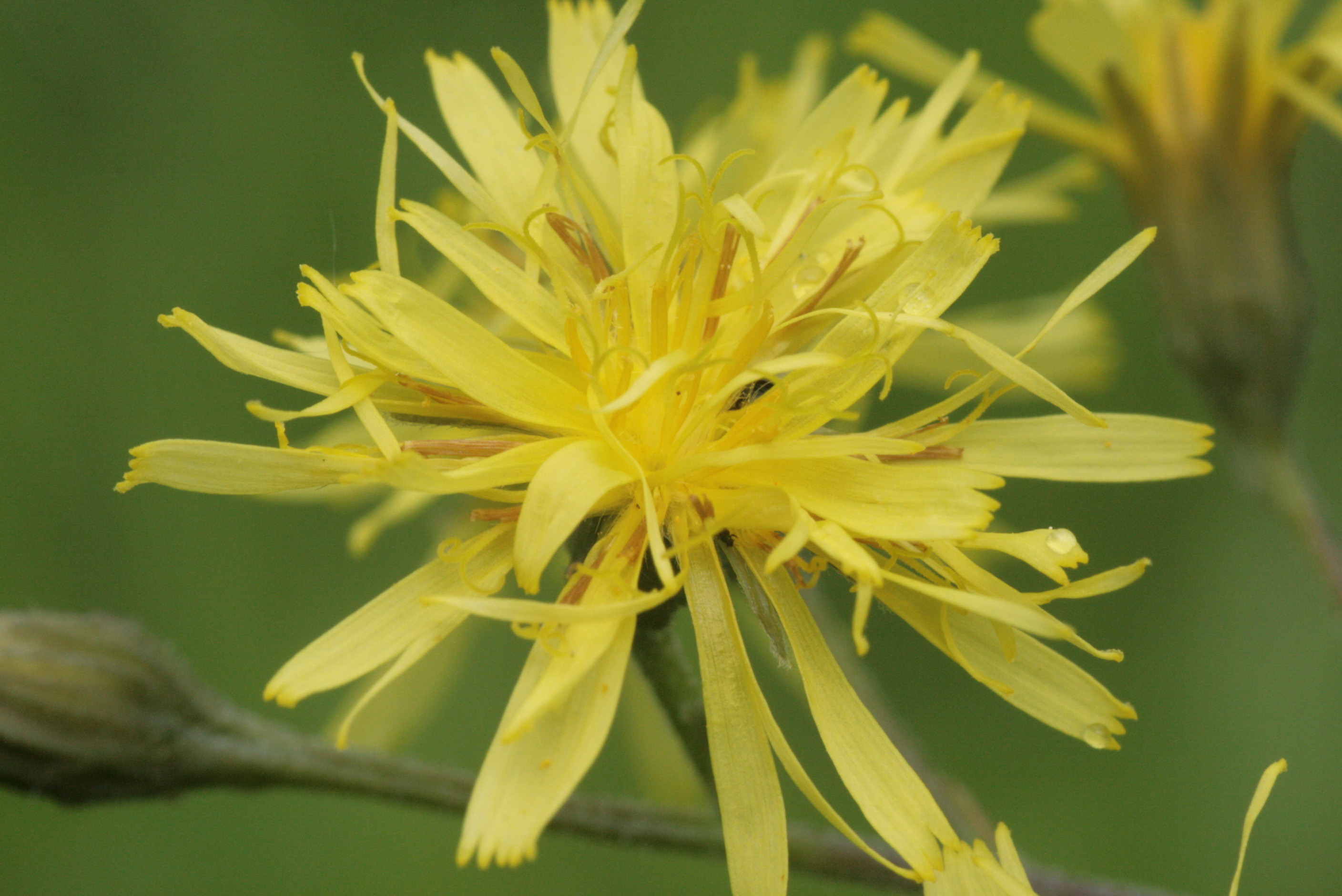
Fiori ligulati

Habitus. La pianta di questa specie è una erbacea perenne. La forma biologica è emicriptofita scaposa (H scap), ossia sono piante erbacee, a ciclo biologico perenne, con gemme svernanti al livello del suolo e protette dalla lettiera o dalla neve e sono dotate di un asse fiorale eretto e spesso privo di foglie. Tutta la pianta è robusta e gli steli contengono abbondante latice amaro.
Radici. Le radici sono dei rizomi orizzontali (o obliqui).
Fusto. La parte aerea del fusto è eretta, afilla, snella o robusta e ramoso-racemosa nella parte alta. I rami si trovano all'ascella di brattee lesiniformi (lunghe 1 cm). La superficie può essere sia glabra che pubscente e striata. Il fusto alla base è largo 0,5 – 1 cm. Queste piante sono alte da 2 a 6 dm (massimo 9 dm).
Foglie. Tutte le foglie sono basali e formano una rosetta. Le foglie sono picciolate con base attenuata, a volte il picciolo è alato. La forma varia da strettamente ovate a oblanceolato-spatolata, intera e revoluta sui bordi che sono dentellati. All'apice sono mucronate, ottuse o acute. La superficie può essere mollemente tomentosa ed inoltre è percorsa da nervi, quelli secondari sono arcuati. Le foglie cauline sono assenti o poche e di tipo squamiforme. Lunghezza delle foglie basali: 5 – 20 cm (la larghezza è 1/3 - 1/4 della lunghezza).
Infiorescenza. Le infiorescenze sono composte da numerosi capolini peduncolati disposti in un racemo allungato. Il peduncolo può essere scabro o tomentoso e ricoperto da brattee. I capolini sono formati da un involucro a forma cilindrica composto da brattee (o squame) disposte su 2 serie all'interno delle quali un ricettacolo fa da base ai fiori tutti ligulati. L'involucro è verde con superficie pubescente, ispida o glabra; le brattee esterne hanno una forma ovata con apici ottusi, subacuti o acuti, i margini spesso sono minutamente cigliati;  le brattee interne sono da lineari-ovate, oblunghe a strettamente ovate con apici e margini simili a quelle esterne, in alcuni casi i margini sono scariosi. Il ricettacolo è piatto e nudo (privo di pagliette). Lunghezza del peduncolo: 1 - 2,5 cm. Diametro del capolino: 15 – 22 mm. Dimensioni dell'involucro: larghezza 3,5 – 5 mm; lunghezza 8 – 12 mm. Dimensione delle brattee dell'involucro: larghezza 0,7 – 1 mm; lunghezza 4 – 12 mm.
Fiori. I fiori (da 25 a 30 per capolino), tutti ligulati, sono tetra-ciclici (ossia sono presenti 4 verticilli: calice – corolla – androceo – gineceo) e pentameri (ogni verticillo ha in genere 5 elementi). I fiori sono ermafroditi, fertili e zigomorfi.
- Formula fiorale:

*/x K {\displaystyle \infty }, [C (5), A (5)], G 2 (infero), achenio
- Calice: i sepali del calice sono ridotti ad una coroncina di squame.
- Corolla: le corolle sono formate da una ligula terminante con 5 denti (è la parte finale dei cinque petali saldati fra di loro). La corolla è colorata di giallo. Lunghezza della corolla: 11 – 12 mm (massimo 14 mm); larghezza delle ligule: 2 mm; il tubo è lungo 3,5 – 4 mm ed è densamente pubescente.
- Androceo: gli stami sono 5 con filamenti liberi e distinti, mentre le antere sono saldate in un manicotto (o tubo) circondante lo stilo.[17] Le antere (lunghezza 3,8 mm) alla base sono acute ed hanno delle appendici di 0,5 mm. Il polline è tricolporato.[18]
- Gineceo: lo stilo è filiforme. Gli stigmi dello stilo sono due divergenti e ricurvi con la superficie stigmatica posizionata internamente (vicino alla base).[19] L'ovario è infero uniloculare formato da 2 carpelli. Gli stigmi sono lunghi 1,3 mm e sono gialli.
- Fioritura: da maggio a giugno (luglio).

Frutti. I frutti sono degli acheni con pappo. Gli acheni, fusiformi, debolmente compressi, lievemente incurvati o diritti, sono lunghi 4 – 5 mm (larghezza 0,5 - 0,7 mm) ed hanno circa 20 coste longitudinali; all'apice sono più o meno assottigliati; il colore è bruno chiaro. Il pappo, caduco, è bianco (o marroncino) e soffice (setole flessibili ma tenaci). Lunghezza del pappo: 4,5 – 5 mm.

## Biologia
- Impollinazione: l'impollinazione avviene tramite insetti (impollinazione entomogama tramite farfalle diurne e notturne).
- Riproduzione: la fecondazione avviene fondamentalmente tramite l'impollinazione dei fiori (vedi sopra).
- Dispersione: i semi (gli acheni) cadendo a terra sono successivamente dispersi soprattutto da insetti tipo formiche (disseminazione mirmecoria). In questo tipo di piante avviene anche un altro tipo di dispersione: zoocoria. Infatti gli uncini delle brattee dell'involucro si agganciano ai peli degli animali di passaggio disperdendo così anche su lunghe distanze i semi della pianta.

## Distribuzione e habitat

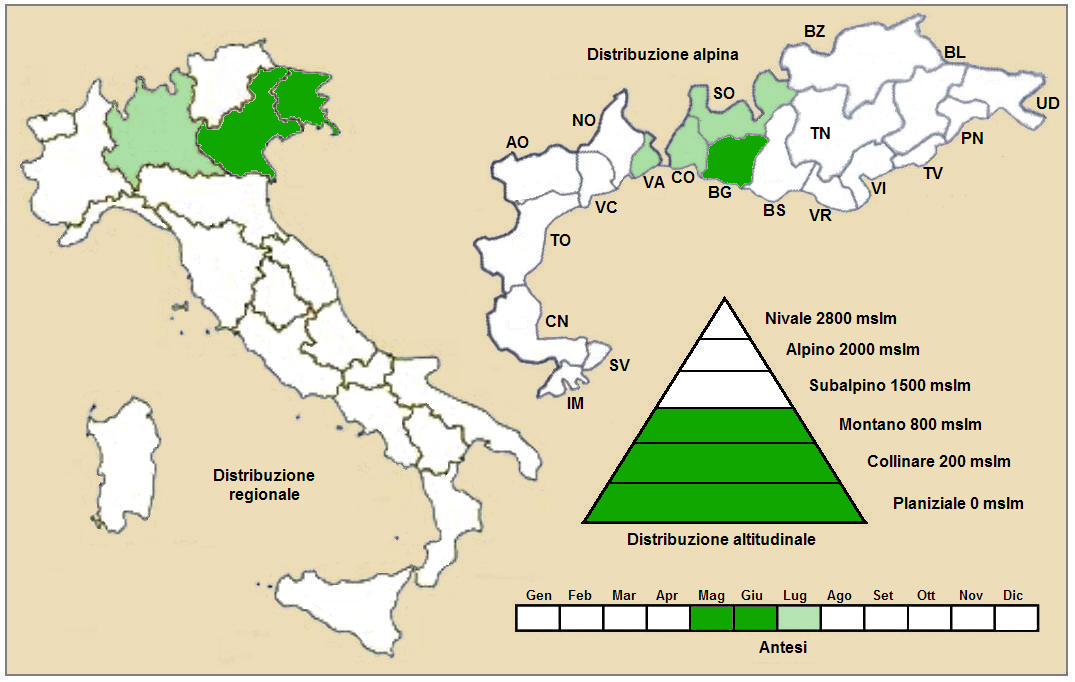
Distribuzione della pianta
(Distribuzione regionale – Distribuzione alpina)

- Geoelemento: il tipo corologico (area di origine) è Euro - Siberiano / Eurasiatico.
- Distribuzione: in Italia non è una specie molto comune e si trova prevalentemente nel Nord-Est. Nelle Alpi è presente in poche province. Oltre confine, sempre nelle Alpi, è presente in Francia (dipartimenti di Savoia e Alta Savoia), in Svizzera (cantoni Berna e Grigioni), in Austria (quasi tutti i Länder) e in Slovenia. Sugli altri rilievi europei collegati alle Alpi si trova nella Foresta Nera, Vosgi, Massiccio del Giura, Monti Balcani e Carpazi.[21] In pianura è presente dalla Francia fino all'estremo orientale della Siberia.[14]
- Habitat: l'habitat tipico per questa specie sono i pascoli aridi e stepposi; ma anche le praterie rase rocciose, i margini erbacei dei boschi, arbusteti, pinete, gineprai e querceti. Il substrato preferito è calcareo con pH basico, medi valori nutrizionali del terreno che deve essere umido.[21]
- Distribuzione altitudinale: sui rilievi queste piante si possono trovare fino a 1.000 m s.l.m.; frequentano quindi i seguenti piani vegetazionali: collinare e montano (oltre a quello planiziale – a livello del mare).

### Fitosociologia
Dal punto di vista fitosociologico alpino Crepis praemorsa appartiene alla seguente comunità vegetale:
Formazione: comunità delle macro- e megaforbie terrestri
Classe: Trifolio-Geranietea sanguinei
Ordine: Origanetalia vulgaris
Alleanza: Geranion sanguinei

## Tassonomia
La famiglia di appartenenza di questa voce (Asteraceae o Compositae, nomen conservandum) probabilmente originaria del Sud America, è la più numerosa del mondo vegetale, comprende oltre 23.000 specie distribuite su 1.535 generi, oppure 22.750 specie e 1.530 generi secondo altre fonti (una delle checklist più aggiornata elenca fino a 1.679 generi). La famiglia attualmente (2021) è divisa in 16 sottofamiglie.
C. praemorsa appartiene a un genere (Crepis) abbastanza numeroso comprendente dalle 200 alle 300 specie (secondo le varie classificazioni), diffuse soprattutto nell'emisfero boreale (Vecchio Mondo), delle quali quasi una cinquantina sono proprie della flora italiana.
Il basionimo per questa specie è: Hieracium praemorsum L., 1753.

### Filogenesi
Il genere di questa voce appartiene alla sottotribù Crepidinae della tribù Cichorieae (unica tribù della sottofamiglia Cichorioideae). In base ai dati filogenetici la sottofamiglia Cichorioideae è il terz'ultimo gruppo che si è separato dal nucleo delle Asteraceae (gli ultimi due sono Corymbioideae e Asteroideae). La sottotribù Crepidinae fa parte del "quarto" clade della tribù; in questo clade è in posizione "centrale" vicina alle sottotribù Chondrillinae e Hypochaeridinae.
La sottotribù è divisa in due gruppi principali uno a predominanza asiatica e l'altro di origine mediterranea/euroasiatica. Da un punto di vista filogenetico, all'interno della sottotribù, sono stati individuati 5 subcladi. Il genere di questa voce appartiene al subclade denominato "Crepis-Lapsana-Rhagadiolus clade", composto dai generi Crepis L., 1753, Lapsana L., 1753 e Rhagadiolus Juss., 1789. Dalle analisi Crepis risulta parafiletico (per cui la sua circoscrizione è provvisoria).
Nella "Flora d'Italia" le specie italiane di Crepis sono suddivise in 4 gruppi e 12 sezioni in base alla morfologia degli acheni, dell'involucro e altri caratteri (questa suddivisione fatta per scopi pratici non ha valore tassonomico). La specie di questa voce appartiene al Gruppo 4  (gli involucri dei capolini sono privi di peli ghiandolari; gli acheni sono più o meno uniformi e senza un becco distinto ma con un apice progressivamente attenuato) e alla Sezione N (le brattee involucrali sono glabre sulla pagina interna; gli acheni hanno 16 - 20 coste).
I caratteri distintivi per la specie di questa voce sono:
- tutta la pianta è robusta;
- le foglie sono lunghe 5 - 20 cm;
- i capolini sono raccolti in un racemo allungato;
- gli involucri dei capolini sono privi di peli ghiandolari;
- gli acheni sono più o meno uniformi e senza un becco distinto ma con un apice progressivamente attenuato;
- le brattee involucrali sono glabre sulla pagina interna;
- gli acheni hanno 19 - 21 coste.

Il numero cromosomico della specie è: 2n = 8; 2n = 16.

### Sottospecie
Per questa specie sono indicate le seguenti sottospecie:
- Crepis praemorsa subsp. caucasigena (Czerep.) Menitsky, 2008 - Distribuzione: Transcaucasia.
- Crepis praemorsa subsp. praemorsa: è la stirpe principale presente in Italia.

### Ibridi
Dato l'alto grado di variabilità delle specie del genere Crepis, si possono creare degli ibridi anche con specie di altri generi (ibridazione intergenerica). La pianta ×Crepihieracium garnieri (Petitmengin) P. Fourn., 1928, è un ibrido tra Crepis praemorsa e  Hieracium murorum.

### Specie simili
Allo stesso gruppo e sezione appartengono le seguenti specie:
- Crepis pyrenaica (L.) Greuter - Radichiella dei Pirenei: la base delle foglie cauline è astata con lobi acuti; i fiori ligulati periferici sono lunghi 20 – 23 mm; il frutto achenio è lungo 5 – 8 mm.
- Crepis froelichiana Froel. - Radichiella di Froelich: le foglie sono lunghe da 3 a 8 cm 3 larghe la metà o meno; i fiori possono essere sia gialli che rosei; le antere hanno delle appendici lunghe 0,8 mm.
- Crepis praemorsa (L.) Tausch - Radichiella siberiana: le foglie sono lunghe da 5 a 20 cm e larghe circa 1/3 o meno; i fiori sono gialli; le antere hanno delle appendici lunghe 0,5 mm.
- Crepis pygmaea L. - Radichiella dei ghiaioni: il portamento del fusto è prostrato-ascendente; le foglie sono del tipo pennatosetto con il segmento apicale di forma ovata e quelli laterali quasi nulli; le squame dell'involucro sono pubescenti.

### Sinonimi
Sono elencati alcuni sinonimi per questa entità:
- Hieracium praemorsum L.

Sottospecie caucasigena
- Crepis caucasigena Czerep.

Sottospecie praemorsa
- Aracium praemorsum D.Dietr.
- Crepis fistulosa  Fisch. ex Turcz.
- Crepis racemosa  St.-Lag.
- Geracium praemorsum  Rchb.
- Hieracium lactucaceum  Schrank
- Hieracium parviflorum  Schleich.
- Hieracium sertiflorum  Lam.
- Hieracium spicatum  Gilib.
- Intybellia praemorsa  Monnier
- Intybus praemorsus  Fr.
- Soyeria praemorsa  Mutel

## Altre notizie
La crepide rosicchiata in altre lingue è chiamata nei seguenti modi:
- (DE)  Trauben-Pippau, Abbiss-Pippau
- (FR)  Crépide rongée
- (EN)  Leafless Hawk's-beard